# 마누파이현

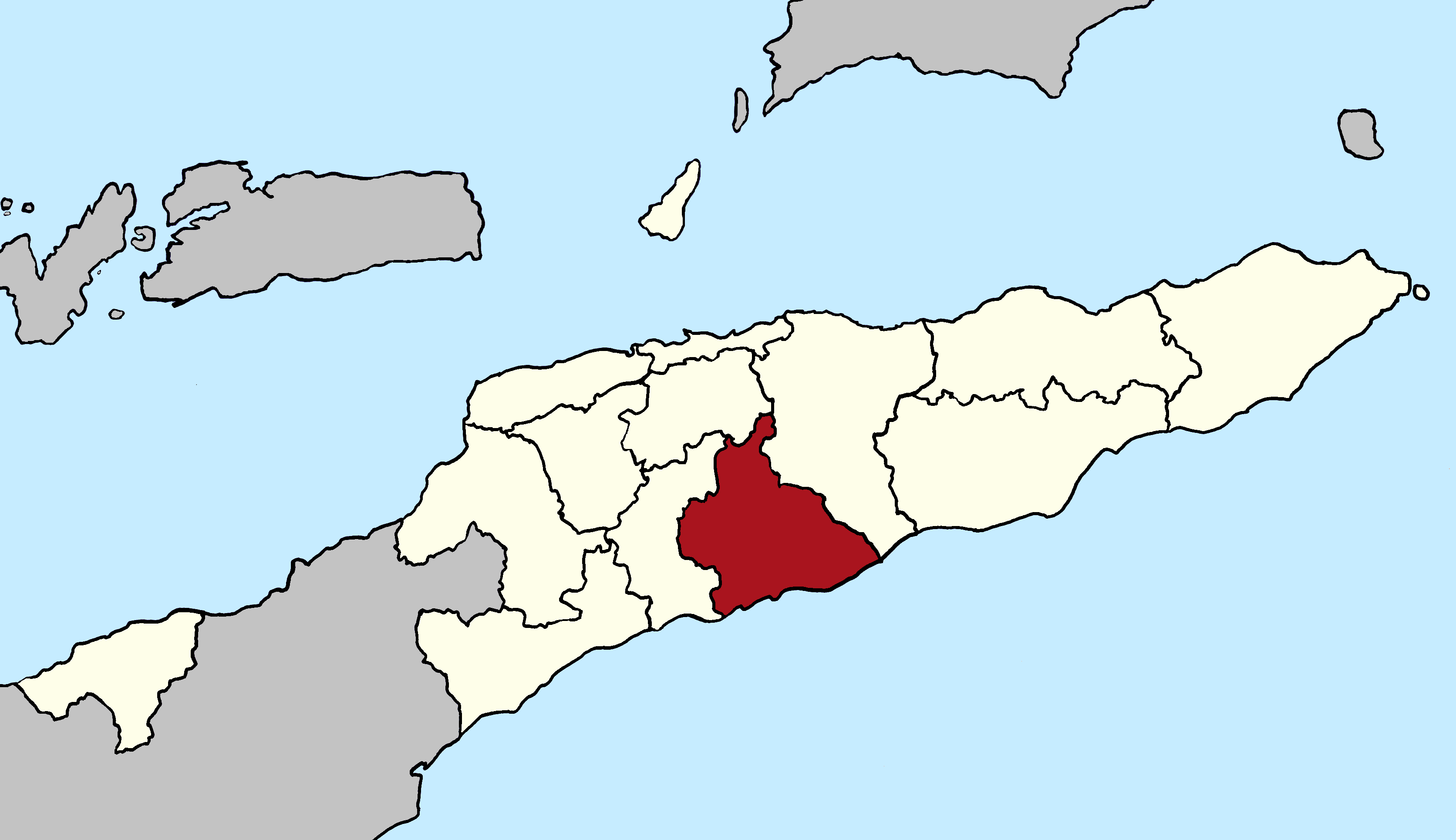
마누파이 현의 위치

마누파이현(포르투갈어: Manufahi, 테툼어: Manufahi 마누파히)은 동티모르를 구성하는 13개 현 가운데 하나로, 동티모르 남부 연안에 위치하고 있으며 티모르해와 인접해 있다. 현도는 사므이며 인구는 44,950명(2004년 기준), 면적은 1,325km2이다. 4개 구(알라스 구, 파투베를리우 구, 사므 구, 투리스카이 구)로 구성되어 있으며 동쪽으로는 마나투투현, 서쪽으로는 아이나루현, 북쪽으로는 아일레우현과 인접해 있다.
동티모르의 공용어인 포르투갈어와 테툼어 외에도 말레이폴리네시아어파에 속하는 언어인 맘바이어도 사용된다.

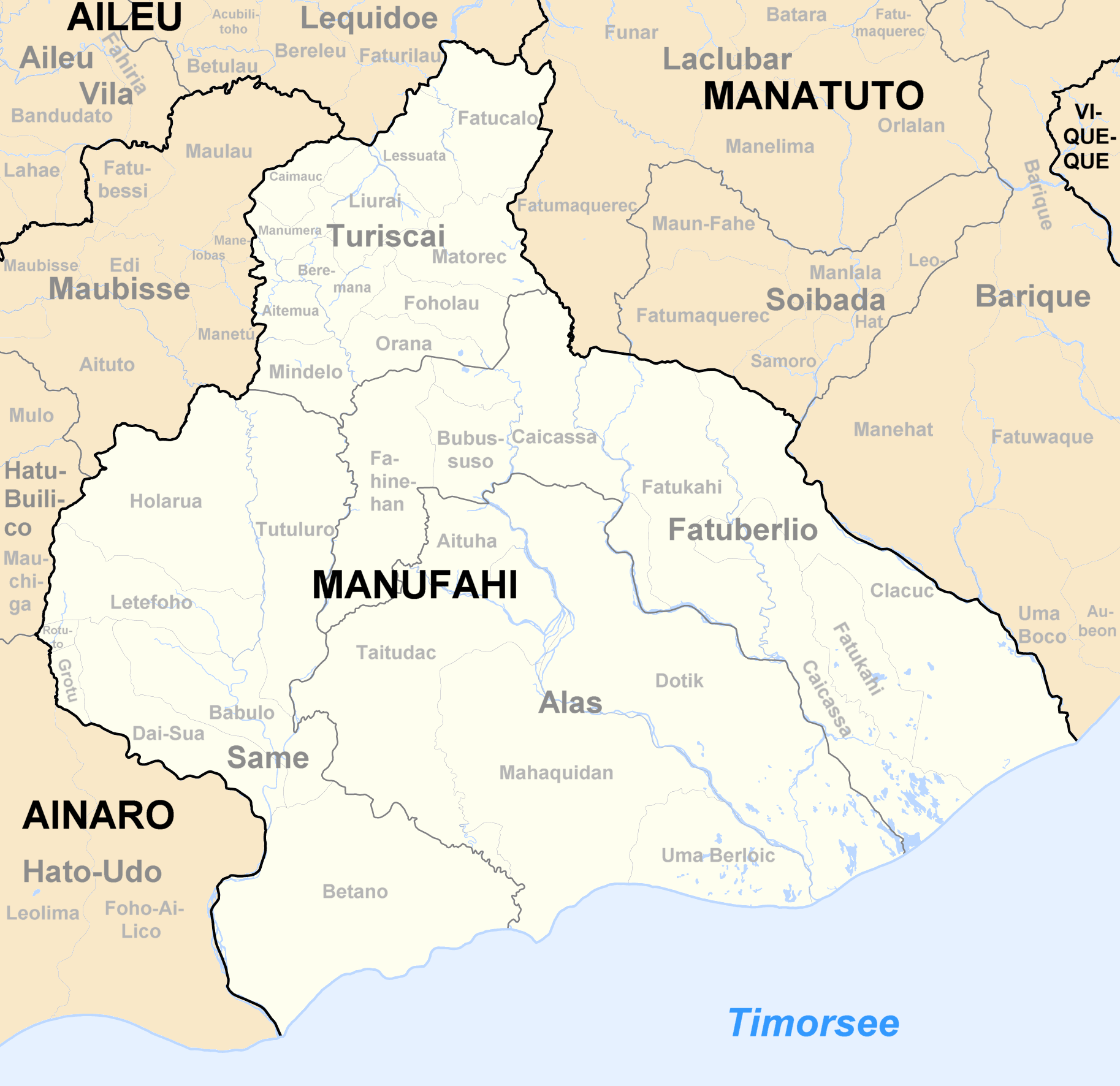
마누파이 현이 관할하는 구
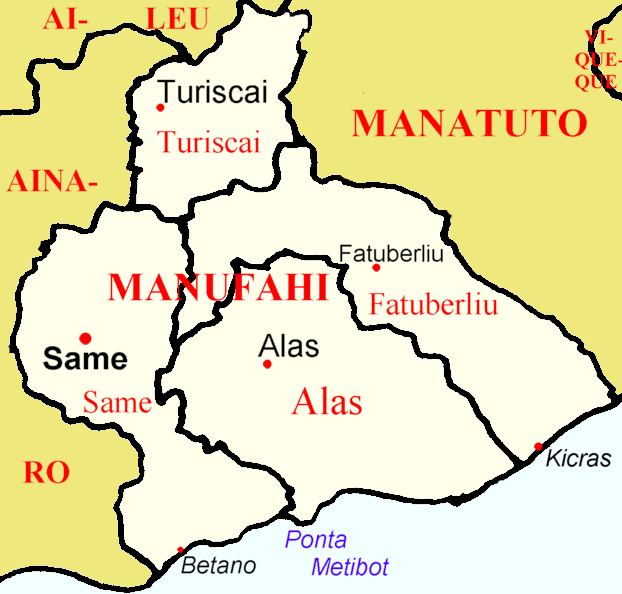
마누파이 현이 관할하는 시